# Angelito Lampón
Angelito Lampón y Rendón (n. M´Lang, Provincia de Cotabato, Filipinas, 1 de marzo del año 1950) es un arzobispo católico, profesor, filósofo y teólogo. Fue ordenado sacerdote en 1977 por los Misioneros Oblatos de María Inmaculada, con los que ha desempeñado gran parte de su ministerio sacerdotal tanto en Filipinas como en Italia.
En 1997 fue nombrado por el Papa Juan Pablo II como vicario apostólico de Joló y obispo titular de Valpuesta. Años más tarde, en 2018 ha sido nombrado por el Papa Francisco como nuevo arzobispo metropolitano de Cotabato.

## Primeros años y formación
Nació el día 1 de marzo del año 1950 en el municipio filipino de M´Lang, que está situado al sur de la isla de Mindanao.
En 1962 cuando él tenía 22 años de edad, descubrió su vocación religiosa y eso le llevó a querer formar parte de la Congregación de Misioneros Oblatos de la Beata Virgen María Inmaculada (O.M.I.), más conocidos como los Oblatos.
Con ellos realizó su formación eclesiástica de noviciado y fue ordenado sacerdote el 1 de abril de 1977. También se licenció en Filosofía por la Universidad Ateneo de Manila y en Teología por la universidad "Loyola School of Theology" de Ciudad Quezón.

## Ministerio pastoral
Desde su ordenación sacerdotal ha ido ocupando numerosos cargos pastorales. Comenzó siendo Vicepárroco en Lebak, Sultán Kudarat y en la Catedral de la Inmaculada Concepción de Cotabato. 
En 1979 pasó a ser Miembro del Seminario para el personal de Notre Dame de Cotabato, en 1981 realizó estudios en el "Southeast Asia Interdisciplinary Development Institute" (SIADI) de Antipolo, en 1982 fue designado como Director de postulantes y escolásticos de los Oblatos y en 1988 pasó a ser Superior Provincial de la provincia filipina de los Oblatos. 
Posteriormente en 1992 fue destinado a Italia, donde se desempeñó como consejero general y canciller de la Orden en la ciudad de Roma, hasta su nombramiento episcopal.

## Carrera episcopal
El 21 de noviembre de 1997 regresó a Filipinas porque el Papa Juan Pablo II le nombró vicario apostólico del Vicariato de Joló y también obispo titular de la antigua sede titular de Valpuesta.
Recibió su consagración episcopal el 6 de enero de 1998 en la Basílica de San Pedro de la Ciudad del Vaticano, a manos del mismísimo sumo pontífice en calidad de consagrador principal.
Tuvo como co-consagradores al cardenal italiano y por entonces secretario para los Asuntos Generales de la Secretaría de Estado de la Santa Sede, Giovanni Battista Re y al Cardenal argentino y por entonces Secretario de la Congregación para los Obispos y del Colegio Cardenalicio, Jorge María Mejía.
Dentro de la Conferencia Episcopal de Filipinas fue desde 2009 hasta 2011, Director Adjunto de la Comisión para el Diálogo Interreligioso y desde 2011 hasta 2017, lideró la Comisión del Diálogo Interreligioso.
Actualmente desde el 6 de noviembre de 2018, tras haber sido nombrado por el Papa Francisco, es el nuevo arzobispo metropolitano de la arquidiócesis de Cotabato, en sucesión del Cardenal Orlando Quevedo.
Tomó posesión oficial de esta nueva sede, el día 31 de enero de 2019, durante una eucaristía especial de bienvenida que tuvo lugar en la Catedral de la Inmaculada Concepción de Cotabato.